# Xinchu Qingtian Plaza
Le Xinchu Qingtian Plaza est un ensemble de deux gratte-ciel en construction à Changsha en Chine. Ils s'élèveront à 319 et 310 mètres.